# Mingau (músico)
Rinaldo Oliveira Amaral (São Paulo, 3 de setembro de 1967), mais conhecido pelo apelido de Mingau, é um baixista e produtor musical brasileiro.
Foi guitarrista da banda Ratos de Porão de 1982 até 1985, e, foi baixista da banda Ultraje a Rigor. de 1999 até 2023.
Desde 2000, junto com os amigos Marcos Kleine, Claudia Gomez e Caio Mancini, fundou a banda Vega, que tem um som mais pop.

## Carreira
Mingau gravou os discos SUB e Crucificados pelo Sistema como guitarrista dos Ratos de Porão. Depois de deixar o grupo, formou a banda 365, já no baixo, com Miro de Melo (bateria), Ari Baltazar (guitarra), Finho (vocal), com a qual gravou só um disco, o auto-intitulado 365. Em 1989, saiu da banda e foi para o Inocentes.
Em 1996, tomou a iniciativa de reunir o Olho Seco, então eles lançam o álbum Haverá Futuro? e a banda se desfaz novamente.
Desde 1999 é músico oficial do Ultraje a Rigor, e desde 2000 é também guitarrista e vocalista da banda Vega.
Mingau acompanhou diversos cantores como Nasi, Edgard Scandurra, Léo Jaime, Celso Cardoso, George Israel, Rodrigo Santos, entre outros.
Mingau também participou da gravação e dos shows do CD de Dinho Ouro Preto, gravado no Wah-Wash Studio, de junho a agosto de 1995 e produziu o primeiro disco do CPM 22, A Alguns Quilômetros de Lugar Nenhum, em 2000, junto com Kuaker. Além disso tudo possui junto com um amigo um estúdio de gravação chamado F&M.

## Vida pessoal

### Atentado a tiros
Na madrugada de 3 de setembro de 2023, Mingau foi alvejado por tiros quando entrou em uma comunidade dominada pelo tráfico de drogas na cidade de Paraty, onde levou um tiro na cabeça. O vocalista do Ultraje a Rigor, Roger Moreira, revelou que o artista precisava de uma neurocirurgia e pediu ajuda dos fãs para encontrar um especialista na área. Horas depois, Roger informou que o músico já estaria sendo atendido. Posteriormente, foi submetido a uma cirurgia intracraniana de emergência após ser transportado de helicóptero para São Paulo.